# Емблема Алжиру
Емблемою Алжиру є печатка, яка використовується урядом, еквівалентна гербам в інших державах. Сучасне зображення емблеми було прийняте у 1976 і відрізняється від попереднього зображенням півмісяця, який присутній також і на прапорі Алжиру і є символом ісламу.

## Опис
На емблемі під сонцем, що сходить, розташована рука Фатіми (донька пророка Мухаммеда). Рука Фатіми є традиційним символом регіону. Сонце, що сходить, символізує нову еру. Інші елементи символізують сільське господарство та промисловість, змальовує заводи довкола. Гора символізує гори Атлас.
Напис, що обрамлює емблему, перекладається з арабської, як Народна демократична республіка Алжир (араб. الجمهورية الجزائرية الديمقراطية الشعبية).